# Sierra Leone Brewery
Die Sierra Leone Brewery (Limited) ist die einzige Brauerei im westafrikanischen Sierra Leone. Sie befindet sich in Wellington, einer Vorstadt von Freetown. Der Grundstein zum Bau wurde am 23. November 1962 gelegt.
Der Bürgerkrieg in Sierra Leone in den 1990er Jahren führte zu einem Produktionsstopp und die Ebolafieber-Epidemie 2014 zu einem Sinken der Nachfrage nach Bier.
Die Brauerei gehört (Stand 2012) zu 83,1 Prozent zu Heineken, das auch bereits am Bau beteiligt war.

## Produkte
- Star (seit 1961)
- Mützig Lager (seit 2013)[3]
- Salone (seit Ende 2016; gebraut aus heimischem Sorghum[4])
- Maltina (Malzbier)
- Trenk (Malzbier)
- Heineken Lager (1964–?)
- Guinness Foreign Extra Stout 7.5% ABV (1967–?)

## Galerie

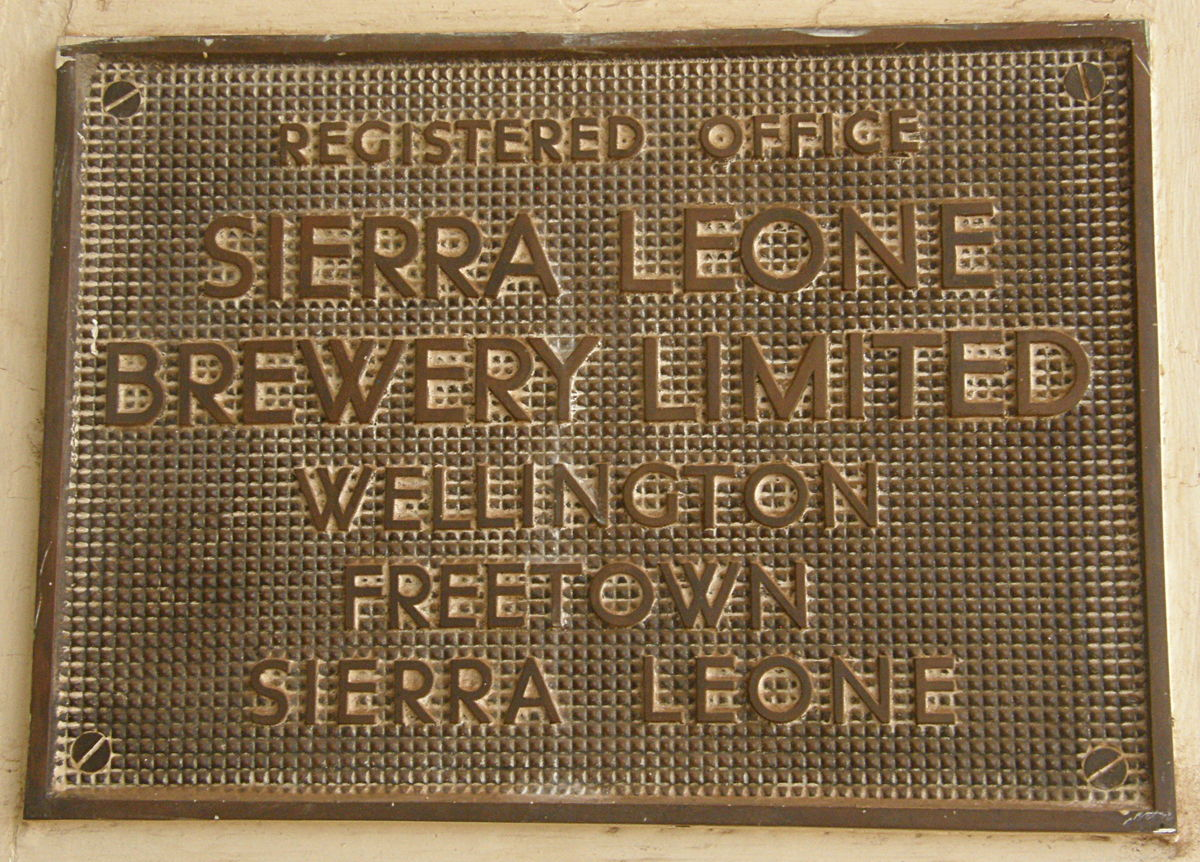
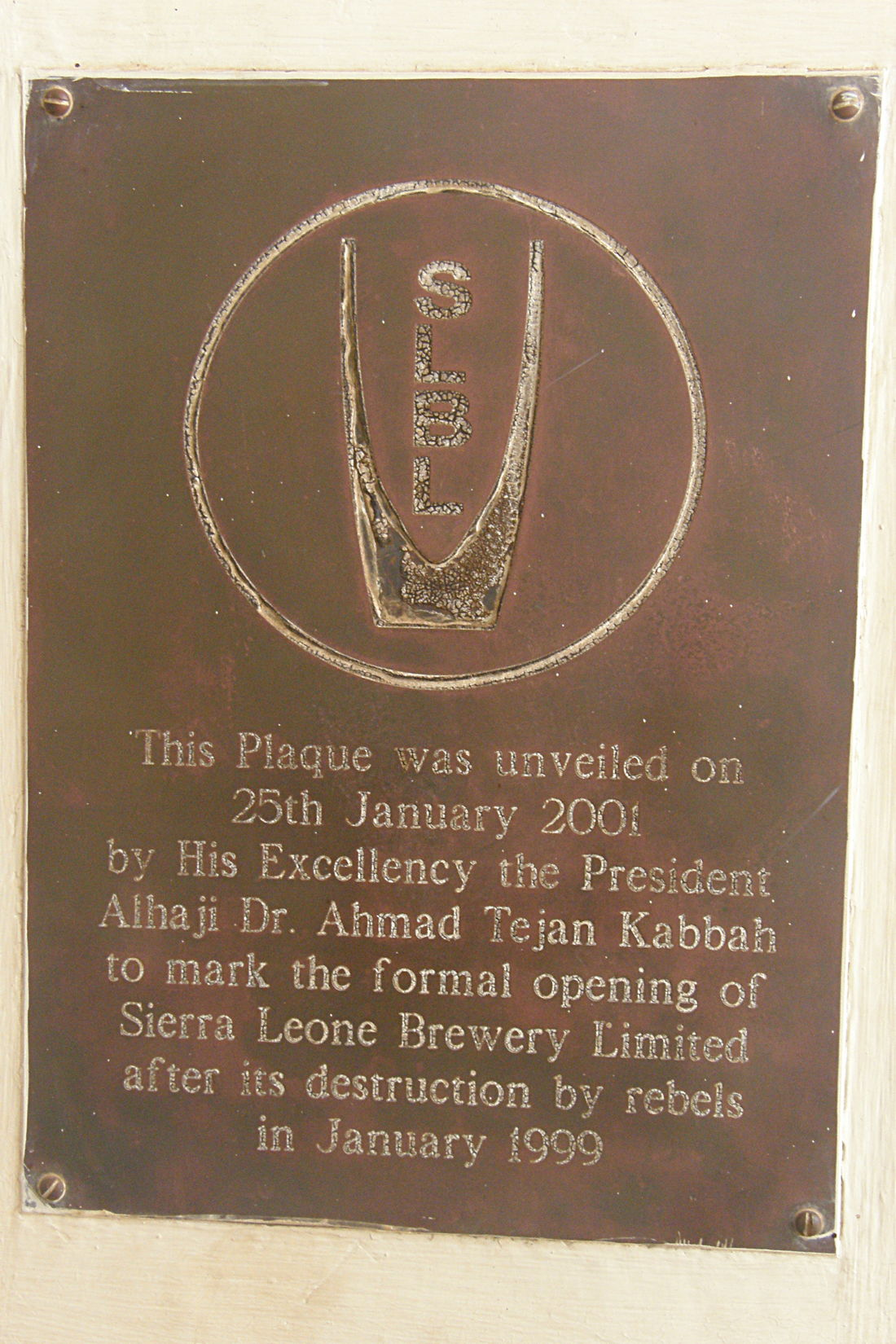
Wiedereröffnung der Brauerei nach dem Bürgerkrieg 2001
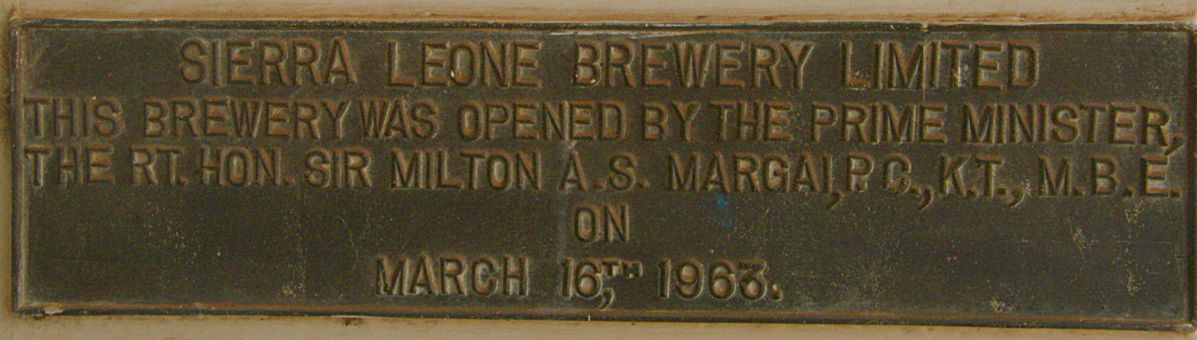
Plakette zur Brauereieröffnung 1963